# Trivium (musikgrupp)
Trivium är en amerikansk musikgrupp grundad år 2000 som spelar melodisk thrash metal och metalcore. Debutalbumet Ember to Inferno gavs ut 2003 och 2021 släpptes det senaste albumet, In The Court Of The Dragon. Trivium har inspirerats av band som Metallica, Slayer och Iron Maiden. Namnet "Trivium" kommer av ett latinskt ord som betyder "de tre sätten" eller "de tre vägarna".
Några kända låtar med Trivium är "Dying in Your Arms", "Becoming the Dragon", "Pull Harder on the Strings of Your Martyr", "A Gunshot to the Head of Trepidation", "Anthem (We are the Fire)", "To the Rats", "Like Light to the Flies" och "Down From The Sky". Trivium är knutna till skivbolaget Roadrunner Records och har varit med i Allstar-laget Roadrunner United. "The End" heter en låt som spelades av Matt Heafy, han medverkade även på "Dawn of a Golden Age", vilken betraktas som en av Roadrunner Uniteds bästa låtar.

## Historia
Trivium grundades år 2000. De tre första medlemmarna var Matt Heafy, Travis Smith och Brad Lewter. Heafy började sin musikkarriär med att medverka i en skoltalangshow, där han uppträdde med Metallicas låt "No Leaf Clover". Lewter upptäckte Heafy på talangshowen, och bad honom att provspela för medlemskap i Trivium.
Detta gjordes direkt, då de åkte till Travis Smiths hus och spelade Metallicas "For Whom the Bell Tolls" tillsammans.
Heafy var nu medlem i Trivium, och snart började killarna att spela konserter på lokala barer och klubbar.
Efter en liten tid lämnande Lewter bandet och Heafy tog över sången. Eftersom Heafy var så ung och inte kunde sjunga började han skrika istället. Han tyckte att hans röst var för dålig för avancerad thrash-sång.
Under tiden hade Heafy ett litet sidoprojekt i black metal-bandet Mindscar, men lämnade snart bandet för att fokusera på Trivium. Snart kom Corey Beaulieu (gitarr) med och de började repa hårt för att bli ett riktigt bra metalband.
År 2002 vann Heafy "Best Metal Guitarist Award" på "Orlando Metal Awards". Senare i början av år 2003 gjorde Trivium entré i studion för att spela in sin första riktiga demo. Efter att ha lyssnat på demon bestämde sig det tyska skivbolaget Lifeforce för att ge Trivium ett avtal, och skickade bandet direkt till studion där de skulle spela in sitt debutalbum vid namn Ember To Inferno
År 2004 gick Paolo Gregoletto med i Trivium som basist, efter att Young lämnat gruppen något tidigare samma år.
Eftersom debutalbumet sålde så bra, bytte Trivium snart skivbolag till Roadrunner Records. Där började bandet skriva på sitt andra album, Ascendancy, som gavs ut i mars 2005.
Triviums tredje fullängdsalbum, The Crusade gavs ut 2006 och på Iron Maidens Europaturné hösten 2006 var Trivium förband. Nästkommande album, Shogun, släpptes 30 september 2008. Den 22 och 23 november 2008 kom Trivium till Sverige med turnén "Unholy Alliance Chapter III".

## Medlemmar

### Nuvarande medlemmar
- Matthew Kiichi Heafy – sång, kompgitarr (1999–)
- Corey King Beaulieu – gitarr, sång (2003–)
- Paolo Gregoletto – basgitarr, sång (2004–)
- Alex Bent – trummor (2017–)

### Tidigare medlemmar
- Travis Smith – trummor, percussion (1999–2009)
- Brad Lewter – sång, basgitarr (1999)
- Jarred Bonaparte – gitarr (1999–2000), basgitarr, bakgrundssång (2000–2001)
- Brent Young – basgitarr, bakgrundssång (2000–2001), basgitarr, bakgrundssång (2001–2004)
- Matt Schuler – gitarr (2000)
- Nick Augusto – trummor, percussion (2009–2014)
- Mat Madiro – trummor, percussion (2014–2015)

### Turnerande medlemmar
- Richie Brown – basgitarr, bakgrundssång (2000–2001)
- George Moore – gitarr (2003)
- Michael Poggione – basgitarr (2004)
- Doc Coyle – basgitarr (2009)
- Paul Wandtke – trummor (2015–2016)
- Alex Bent – trummor (2016–2017)
- Jared Dines – gitarr (2018)
- Howard Jones – sång (2018)
- Johannes Eckerström – sång (2018)

## Diskografi

### Studioalbum
- 2003 – Ember to Inferno
- 2005 – Ascendancy
- 2006 – The Crusade
- 2008 – Shogun
- 2011 – In Waves
- 2013 – Venegance Falls
- 2015 – Silence In The Snow
- 2017 – The Sin And The Sentence
- 2020 – What The Dead Men Say
- 2021 – In The Court Of The Dragon

### EP
- 2002 – Trivium

### Singlar
- 2005 – "Dying in Your Arms"
- 2006 – "Anthem (We Are the Fire)"
- 2007 – "The Rising (sång)"
- 2008 – "Into the Mouth of Hell We March"
- 2008 – "Down from the Sky"
- 2009 – "Throes of Perdition"
- 2011 – "In Waves"
- 2012 – "Black"
- 2013 – "Strife"
- 2015 – "Silence in The Snow"
- 2019 – "Pillars of Serpents"
- 2019 – "I Don't Wanna Be Me"
- 2019 – "Drowning in the Sound"
- 2019 – "Kill the Poor"